# 孔鯒
孔鯒，又稱孔牛尾魚、牛尾巴鱼、鲬鱼、竹甲、百甲鱼，為輻鰭魚綱鮋形目牛尾魚亞目牛尾魚科的其中一種，分布於中西太平洋區，包括泰國、菲律賓、馬來西亞、新加坡、汶萊、澳洲、印尼、東帝汶、索羅門群島等海域，屬底棲性魚類，棲息深度可達50公尺，體長可達58公分，生活在水淺的岩石底質海域，屬肉食性，可做為食用魚。